# イランの国際関係

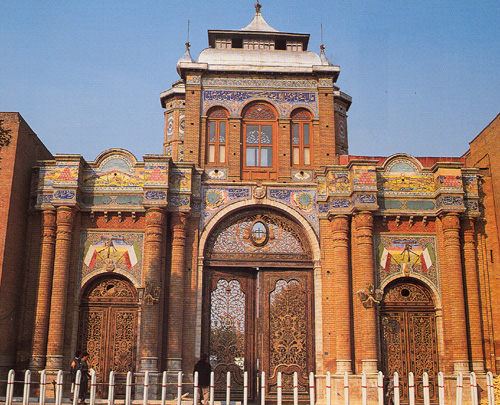
ダルバーゼイェ・バーゲ・メッリー：イラン外務省正門（テヘラン）

## 概要
イランの外交政策は1979年のイラン・イスラーム革命以降、アーヤトッラー・ホメイニー体制のもと、欧米との関係を中心にモハンマド・レザー・シャー期のそれから劇的に変化した。しかし革命後の初期は理念的・強硬な外交政策が追求されたものの、イラン・イラク戦争を経て、現実的・合理的な外交政策がとられるようになっている。ただし時にスローガンに基づく理念的な面が政策に影響することもある。
2000年前後からイランは近隣諸国、特にサウジアラビアとの関係改善において大きな進展を見せた。イランの地域における目標は、西南アジアにおいて地域大国とシーア派の大国としてリーダーシップを確立し、かつアメリカ合衆国などの軍事力外部勢力のプレゼンスを削減し、イスラエル以外の諸外国と互恵友好の通商的関係を構築し、開発途上国と非同盟諸国との関係を強化することにある。上記のような基本方針はあるものの、観念と現実の両極のあいだに揺れるイランの政策のため、二国間関係においては混乱・矛盾が生じていることも多い。

## 歴史

### 革命直後 （1979年 - 1980年）
革命以降のイランの国際関係は著しい変化をみせた。その要因はさまざまであるが、最も重要なものは西側に対するイランの反発である。これはシャーの支配に対する西側の支持が根源となっている。強硬かつ攻撃的なイスラーム外交政策がとられ、ペルシア湾の対岸にイスラーム革命の理想を広げようとした。すなわち「革命の輸出」である。結果的にイランは外交的に孤立することになった。対アメリカ合衆国関係は、1953 -1978年のパフラヴィー政権時代はアメリカ合衆国に間接支配され、アメリカ合衆国との関係は質量ともに重大だった。1979年4月のイスラム革命時に、革命政権がアメリカ合衆国政府に対して、革命政権の承認、モサッデグ政権の打倒とアメリカの傀儡のパフラヴィー政権の樹立、パフラヴィー政権時代の不平等な関係を平等互恵の関係に変更し、パフラヴィーが私物化した財産をイランに返還し、パフラヴィー元国王の身柄をイランに引き渡すことを要求したが、カーター大統領はその要求を拒否して、イランの在米資産を接収した。革命運動の一部の勢力はアメリカ合衆国政府の姿勢に対する反発で、1979年11月にイランアメリカ大使館人質事件を起こし、アメリカ合衆国政府に対する要求を継続した。カーター大統領はアメリカ大使館占拠事件に対して、1980年4月にイランに対する国交断絶と経済制裁を実施した。

### イラン・イラク戦争の時代 （1980年 - 1988年）
イランの革命輸出戦略は、多くのアラブ諸国との関係を緊張させた。1981年にイランはバーレーン政府の転覆計画を支援。1983年にはクウェートにおけるシーア派による西側大使館爆破への政治的支持を表明。1987年、サウジアラビアのマッカで、巡礼中のイラン人が劣悪な待遇に反発して暴動を起こし鎮圧に際して多数の死傷者を出している。原理主義的運動の強いエジプトやアルジェリアなどの諸国はイランに不信感を抱きはじめた。イスラエルのレバノン侵攻にあたっては、イランはヒズボラの結成を支援したと考えられている。さらにイランはイスラエルの存在を非合法とみなし、中東和平交渉への反対を主張し続けた。
またヨーロッパ諸国との関係でも、イラン情報機関による在欧の急進反体制派の殺害により、特にフランスとドイツに懸念を抱かせることとなった。
イラクとの関係は歴史的に良好であったことがないが、1980年にはイラクがイランに侵攻し、さらに悪化することになる。侵攻の理由として明示されたのはアルヴァンド川（シャットルアラブ川）水面上における両国国境の確定問題であった。しかしながら明示されていない諸要因がより説得的なものである。すなわち、イラン・イラク両国が双方国内の分離主義運動を支援し、相互の干渉を行ってきていたことなどである。このような行動は1975年のアルジェ合意で停止されたが、イランは革命後にイラク領クルディスタンにおけるゲリラ活動支援を再開していた。
イランは、両国が調印した1975年のアルジェ合意に基づき、アルヴァンド川の原状回復とイラン領内からのイラク軍の撤退を要求した。しかしこの時期、イランは孤立を深め、実質的に同盟国は皆無の状況であった。イランは戦争によって極端に疲弊し、アメリカ合衆国およびドイツによる対イラク化学兵器供給開始後の1988年7月に国際連合安全保障理事会決議598に署名。同8月20日、停戦が発効した。両国ともこの戦争から得た利益は皆無であった。両国で100万、うちイランは70万の死者を出し、これはイランの外交政策に劇的な影響を及ぼしたのである。こうしてイスラーム体制政府は、それまでの急進的政策目標を緩和、合理化する以外に道はないことを自覚した。アヌーシールヴァーン・エフテシャミーの言うイラン外交「再編」段階のはじまりであった。
イラン・イラク戦争中、世界的に孤立したイランに対し、中国と北朝鮮は大量の軍事的な支援を行った。特に北朝鮮は当時イランに対する支援を理由にイランの敵国イラクから断交されており、親密なイランと北朝鮮の関係はイラン・イラク戦争によって生まれたといわれている。

### イラン・イラク戦争後 （1988年 - 現在）
イラン・イラク戦争終結後の新外交政策は、イランの世界的外交地位を急激に変化させた。欧州連合との関係では主要な石油の輸入元としてイタリア、フランス、ドイツなどとの関係が大いに改善。また、中国やインドはイランの支援国となっている。中国、インド、イランは世界経済において類似の問題、すなわち工業化とそれに伴う多くの問題に取り組む国家であり連携を深めたのである。
ロシアおよび旧ソビエト連邦諸国との定期的外交関係および通商関係も維持している。イランおよびロシアは、中央アジアおよびザカフカズの開発、特にカスピ海エネルギー資源に重要な国益が賭けられていると考えており、両国関係の基軸となっている。またロシアによる軍事的装備および技術のイランへの売却は、イランの近隣諸国およびアメリカ合衆国の懸念のもととなっている。

### 歴史的に重要な諸条約
- ゾハーブ条約
- トルコマーンチャーイ条約
- ゴレスターン条約
- アーハル条約
- パリ条約 (1857年) （同条約によりイランはヘラートほかアフガニスタン諸地域に対する領有権主張を放棄）
- 英露協商

## 現況のイラン・イスラーム共和国外交政策
現在のイラン政府の対外政策の基本的な思想は、シオニズム国家であるイスラエル以外の全ての国との平等互恵の関係を形成することである。イランは地域諸国およびイスラーム世界諸国との関係を優先させており、たとえばイスラム諸国会議機構や非同盟諸国首脳会議への強い関与がそれである。また1990年代後半以降、湾岸協力会議諸国、特にサウジアラビアとの関係は改善されており、2023年3月10日には中国が仲介し外交関係正常化で合意した。一方でペルシア湾の3島に関するアラブ首長国連邦との領土問題は続いており、湾岸諸国との関係改善において障害となっている。
イランはイラクにおいて統治評議会を支持したが、国家主権のイラクへの迅速かつ完全な返還を強く主張した。またアフガニスタンについては、その安定・復興を望んでいる。イランには250万におよぶアフガン難民の存在と、アフガニスタンからの麻薬の流入がその背景にある。カフカズおよび中央アジアについても地域の安定化および協調政策をとっている。これはイランが地域における政治的経済的中軸として存立するための投資である。

### 現況の国際関係における諸問題
- イランおよびイラクは1990年に外交関係を回復した。しかし8年にわたる戦争で問題となった、国境問題、戦争捕虜問題、アルヴァンド川の航行権問題については継続中である。
- イラン政府はペルシア湾の大小トンブ島を支配・領有しているが、アラブ首長国連邦が領有権を主張している。
- アブー・ムーサー島はアラブ首長国連邦との共同統治下にあるが、1992年以来イランの単独統治となり、アラブ首長国連邦側の立ち入りも拒否している。アラブ首長国連邦は共同管理下におくべきとする。
- イラン家電企業エンテクハブが2010年11月大宇エレクトロニクスを5億1800万ドルで買収し、その買収進行当時に契約金7000万ドルを支払ったが、その後に進行がストップしたにもかかわらず7000万ドルを韓国側が返還しなかったため[7]、大規模な反韓デモが起こっている。
- カスピ海におけるアゼルバイジャンおよびトルクメニスタンとの境界問題。交渉は非常に緩慢であったが、数年以内に交渉で解決の見込み。ロシア、カザフスタン、アゼルバイジャン相互間では2003年に解決済みである。ロシア・カザフスタンについてはイランは直接接していない境界線問題であるものの、イランはこの合意を認めていない。

### 麻薬との戦い
麻薬取り締まりにあたっての相当の努力にもかかわらず、イランは南西アジア、主に隣国アフガニスタン産ヘロインのヨーロッパへの重要な中継地という状態が続いている。また国内での麻薬消費も依然として問題で、イランにおける新聞報道によれば麻薬常用者が少なくとも120万にのぼるという。イランは反麻薬キャンペーンの実施を国外で積極的に紹介しているものの、成功しているとはいえない状況で、大部分の国がイランの立場を政治的には支持するものの、必要とされる喫緊の設備や人員の訓練などの援助を拒否している。

#### 核開発問題
イランの核開発計画については、イラン政府は常に、イランの核開発は平和利用の原子力発電のためであり、軍事目的の核兵器を開発する意思は無いと主張している。しかし、国連安保理常任理事国であるアメリカ合衆国、イギリス、フランス、ロシア、中華人民共和国の5か国の政府とドイツ政府は、イラン政府の主張は本音・真実ではなく、軍事目的の核兵器の開発のための偽装であるとの疑いを持ち、国連安保理は2006年12月、2007年3月、2008年3月にイランを制裁する決議を採択した。しかし、イラン政府は国連安保理の制裁決議は受け入れないと表明し、イランの平和利用目的の核開発は誰にも妨害させない、誰も妨害できないと主張している。アメリカの国家情報会議（NIC National Intelligence Council）は、イランは2003年に核兵器の開発を中止しているので、アメリカ政府が主張するイランの核兵器開発疑惑は事実ではないと政府に報告した。

### アメリカ合衆国および欧州連合諸国との関係

#### イランに対するアメリカ合衆国の政策
イスラム革命時以後の歴代のアメリカ議会・政府は、イランを反米国家と認識し、イランに対する国交断絶・経済制裁・敵視政策を継続している。アメリカ政府は1984年にレーガン大統領がイランをテロ支援国家と指定し、現在も継続している。アメリカ政府は1995年にクリントン大統領が、アメリカ企業に対してイランとの貿易・投資・金融の禁止措置を実施した。アメリカ議会は1996年にイランとリビアの石油・ガス資源を開発する企業を制裁するイラン・リビア制裁法を可決してクリントン大統領が署名して成立し、アメリカ議会は2001年と2006年にも制裁期間を延長する法案を可決し、ブッシュ大統領が署名して成立し、イランに対する制裁を継続中（リビアとは関係を修復し制裁は解除した）である。ブッシュ大統領は2002年の年頭教書でイランを悪の枢軸と指定している。アメリカやイスラエルや国民の大部分がキリスト教徒である国は、イスラエルの打倒を主張するヒズボラやハマースをイスラム過激派と認識し、イランがヒズボラやハマースを支援していると指摘している。2008年1月、ブッシュ大統領は、クウェート、バーレーン、アラブ首長国連邦、サウジアラビア、エジプトを訪問して、訪問諸国の政府に対して、イランをテロ支援国家と認識して、国際的なイラン包囲網への参加・協力を要請したが、いずれの訪問国の政府もイランとの友好関係の形成を推進中であり、ブッシュ大統領の要請に対して、いずれの訪問国の政府からも賛同・協力は得られなかった。

#### アメリカ合衆国に対するイランの主張
イラン政府はイスラム革命時から1989年にホメイニー師が死去するまではアメリカに対して強硬な姿勢だったが、その後は、アリー・ハーメネイー師、ハーシェミー・ラフサンジャーニー大統領、モハンマド・ハータミー大統領、マフムード・アフマディーネジャード大統領などが、アメリカがイランに対する敵視政策を止め、アメリカもイランも互いに相手国を理解し、相手国の立場を尊重し、平等互恵の関係を追求する政策に転換するなら、イランはいつでもアメリカとの関係を修復すると表明している。ラフサンジャーニー大統領は1996年アトランタオリンピックに選手を派遣した。ハータミー大統領は文明の対話を提唱し、2001年9月11日のアメリカに対する武力行使を非難し、被害を受けた人々に哀悼を表明した。アフマディーネジャード大統領はイラク国民が選挙で選出した議会と政府の樹立後の、イラクの治安の回復に協力すると表明した。

#### EU諸国との政策
欧州連合および加盟諸国との関係は、ゆっくりだが確実に重要性を増しており、大統領モハンマド・ハータミーによる2000年7月のイタリア・フランス・ドイツ訪問、2002年3月のオーストリア・ギリシャ訪問などや、欧州諸国首脳のイラン訪問、また活発な閣僚級相互訪問はこれを裏付けるものである。2002年、欧州連合はイランとの貿易協力協定（TCA）の交渉を開始した。並行してEUはイランに対し、人権問題、テロリズムへの対応、中東和平プロセスおよび大量破壊兵器拡散防止に関する問題において、具体的成果を示さねばならないとの政治対話を行っている。2003年10月、英仏独三ヵ国外相はテヘランを共同訪問。イランによる核拡散防止条約追加条項の批准、IAEAとの完全な協力体制の確立、自発的なウラン濃縮活動の停止という成果を見ている。
2011年11月29日、首都テヘランにあるイギリス大使館にデモ隊約20人が乱入しイギリスの国旗を燃やし、大使館内を荒らした。イラン国営テレビは「学生を中心とした数百人がイギリスの反イラン的な政策に抗議した」と伝え、群集が大使館の窓に向かって投石や火炎瓶を投げつけている映像を流した。また女性を含む群集は「イギリスに死を」と連呼し、イギリス大使の即時出国を訴えた
11月30日、在イランイギリス大使館へのデモ隊乱入により、ロンドンのイラン大使館員は48時間以内にイギリス国外退去を命じられ、12月2日にイギリスを出国、3日早朝、イランの首都テヘランのメヘラーバード国際空港に到着した。
2013年8月のロウハーニー政権発足後は、2014年9月にイラン・イスラーム革命後初のイラン・英国両首脳による会談が実現するなど英国との関係は改善に向かい、核問題での協議が最終合意に達した後の2015年8月には双方の大使館が再開された。

### 第三世界、ロシア、中国との関係
イランはトルコ、ブラジル、ロシア、中華人民共和国、キューバ、ベネズエラ、マレーシア、パキスタン、ベラルーシなど第三世界各国やその他の国々とも協力関係を築き、幅広い協力を得ている。中国とロシアの主導する上海協力機構にも加盟している。
トルコへは天然ガスを輸出するなど、貿易とエネルギー分野で幅広い関係を持ち、2009年からの時期は、特にそれまでの30年でもっとも関係が良好だとされている。また、トルコはイランの平和的な核エネルギーの権利を認めている。なお、ブラジル、ロシア、中国、キューバ、ベネズエラなどの国々もイランのこの権利について支持している。
2010年10月にはアブドゥラー・ギュル大統領がイランとの経済関係の拡大を強調し、10月5日、大統領は「イランとの貿易・経済関係を強化・拡大することは、トルコにとって重要なことである」と表明した。
2010年のアメリカが各国に圧力をかけて強行的に進める

対イラン制裁に関して、トルコのダウトオール外務大臣は一方的な対イラン制裁を非合法なものであるとして「トルコはこれらの制裁を守るべきものとは考えない」との考えを示した。
さらに、「イランはわれわれにとって重要な隣国であり、貿易とエネルギー分野で幅広い関係を有している」とし、「トルコの企業は、イランとの今後の関係を自由に決定することができる」と述べた。
また、トルコとブラジルはイランと2010年5月17日にテヘランでイランの核燃料交換に関する共同宣言に調印、発表した（テヘラン宣言）。この宣言は、核問題を巡るイランと西側の協議の行き詰まりを打開する努力であり、国内で製造された濃縮度3.5％の低濃縮ウラン1200キロをトルコに移送し、代わりにテヘランの研究用原子炉が必要する20%の高濃縮ウラン120キロを受け取るというものである。
ブラジル、ロシア、インド、中国のBRICS諸国は2010年9月に国連サミットでアメリカが各国に圧力をかけている

対イラン独自制裁に対して反対した。
この際、ブラジルのアモリン外務大臣は「我が国は、ロシア、インド、中国と共に、イランに対して受け入れがたい独自制裁を発動している国々を非難するよう国連に求める草案を提示している」、「我々は、多国間の制裁にも反対であり、もちろん、国連の枠外で科されている制裁をも支持しない」と表明している
。
中国は2006年イラン最大の貿易相手国となり、輸出、輸入先ともに第二位でこの分野で特にイランとの関係が大きい国であり、今後の協力拡大を求めている。
2010年9月、中国共産党の幹部はラーリージャーニー国会議長と会談し、イランとの全面的な協力の拡大は、非常に重要なものだとし、「中国は、あらゆる分野でのイランとの協力拡大を求めており、それを特に重視している」と述べた。またこの会談の中でイランの核エネルギーの平和利用を支持し、「中国政府は、国際法規を超えたあらゆる制裁に反対しており、協議がイラン核問題の唯一の解決方法だと考えている」との中国の見解を示した。また、イランは中国に油田やガス田の権益で独占的な契約を与えているとされ、中国人民解放軍の張召忠少将は「中国は第三次世界大戦になってもイランを守るだろう」という発言の根拠にもなってるとされる。
イランと同じイスラム教国であるマレーシアは、イランの石油・天然ガス産業への投資を行っている。制裁中の10月に、マレーシア国営石油会社ペトロナスの社長が「イランから撤退するつもりはなく、これまで同様、イランの石油・天然ガス産業への投資を継続する」と発言し、改めてイランとのエネルギー協力の意向を示した。
パキスタンとの関係は良好で、イランはパキスタンを「友好国」としている。
2010年のパキスタンの洪水の際には、イランは隣接する友好国として災害発生の当初から救援にあたり、一億ドル相当の資金を援助し、イスラム諸国に対してもパキスタンへの支援を呼びかけた。イランは、今回のパキスタンの洪水の被災者に最も多くの支援を行っている上位３カ国に含まれる。
アフガニスタンでスンニ派のターリバーン政権が2021年に返り咲くと、イランは新政権を認めずに事実上断交状態に陥った。その前後には、ターリバーンからの迫害を恐れて多数の避難民が国境を超えてイランに押し寄せた。2023年時点でイラン国内に住む難民の数は約350万人とされているが、そのほとんどはアフガニスタン出身者と見られている。2023年、イランとアフガニスタンとの間で水資源の争いが発展。一時、国境付近で双方の守備隊同士が戦闘状態に陥った（2023年アフガニスタン・イラン軍事衝突）。この頃からイラン政府は、アフガニスタンからの難民の帰還に本腰を入れはじめ、2025年にイスラエルとの戦争が激化すると安全保障などの名目として、同年6月24日から7月9日までの間に、50万人以上のアフガニスタン人がイランを追放された。
エジプトとの関係は、エジプトがイスラエルを国家として認めていることからあまり良好ではなかったが、同年10月の時点で30年ぶりにイランとテヘラン-カイロ直行便を再開することで合意していた。しかし、制裁のためにアメリカ政府が、これに不満を示し、エジプト政府に対し、イランとのこの種の合意を回避するよう求めた。
アメリカ国務省のトナー副報道官は、イランとエジプトの合意について、「我々はエジプトをはじめとする全ての国に対し、イランと商業取引を締結しないよう求めている」と語ったとされている。
10月5日にはアジア欧州会議が参加国46カ国が参加する会議で、イラン核問題の外交的解決の重要性を強調し、イランの核の平和利用の権利の尊重を求めた
。

### ヨーロッパの友好国とイランとビジネスを行うヨーロッパ企業
ドイツはイランの第一位の輸入相手国であり、重要な貿易相手国である。その理由は、イランは若年人口が多いこと、豊富な天然資源や多くの産業施設への投資の可能性があることだとされている。また、制裁後もイランに対する輸出を減少させることはなく、むしろ増加させたということである。
ベラルーシとの関係は政治面、経済面ともに成長している。
ベラルーシは、2010年10月7日にイランと経済貿易協力文書に調印した。この合意書では、工業、石油、エネルギー、商業、技術サービス、運輸、金融、科学技術、農業、衛生などの分野での協力を約束している。
2010年の国連の他で行われているアメリカの対イラン制裁の圧力の中でもイランで活動するヨーロッパの企業がある。イギリスの大手石油会社シェル社は対イラン制裁にもかかわらず、イランからの原油輸入を27パーセント増加させ、イラン国営石油会社に対し、少なくとも15億ドル支払ったとされる
。
また、ドイツのバイエル社などの企業もイランで活動を行っているが、イランとの協力を継続し、イランにある支社を維持していく意向であるとした。

### 大韓民国との関係
2018年、イランの核開発問題にからみアメリカが各国に経済制裁への同調を求めると、大韓民国はイラン側の資金約70億ドルを凍結状態とした。2023年においても凍結は解除されておらず、イラン側は資金の返還を求めている。

## イラン・イスラーム共和国外務省
外務大臣は大統領により指名され、議会での承認を経て就任する。現在の外務大臣は、モハンマド・ジャヴァード・ザリーフ（2013年8月-）、外務省報道官はホセイン・ジャーベリー・アンサーリー（2015年10月-）。

## 註
1. ↑  Haidar, J.I., 2015."Sanctions and Exports Deflection: Evidence from Iran," Paris School of Economics, University of Paris 1 Pantheon Sorbonne, Mimeo
2. ↑  山川出版社『詳説世界史』　第18章　現代の世界＞世界経済の変容と南北問題＞イスラム世界と石油危機
3. ↑  小牧輝夫『労働党第6回大会の年 : 1980年の朝鮮民主主義人民共和国』アジア経済研究所〈アジア動向年報　1981年版〉、1981年、67,77頁。doi:10.20561/00039211。hdl:2344/00001858。
4. ↑  “DPRK Diplomatic Relations”.   National Committee on North Korea. 2016年8月29日閲覧。
5. ↑  宮本悟 (2007年8月1日). “イラン・イラク戦争における北朝鮮のイラン派兵”.   環日本経済研究所. 2016年8月29日閲覧。
6. ↑  外務省. “各国・地域情勢＞中東＞イラン”. 2008年7月10日閲覧。
7. ↑  イランで大規模な反韓デモ…外交問題に飛び火も
8. ↑  毎日新聞、日本経済新聞　2008年2月28日版　イランの前核交渉担当外務次官だったアラグチ駐日大使は、「イラン政府は国際原子力機関（IAEA）に対して核問題の未解明部分について回答したので核問題は解決済みである、国連安保理が新たなイラン制裁決議案を採択した場合は対抗措置を取る。」と表明した。
9. 1 2  読売新聞　2008年2月24日版　アフマディーネジャード大統領は、「国際原子力機関（IAEA）が2008年2月22日の報告書で、イランの核開発の軍事転用が確認されなかったと指摘したことを強調し、国連安保理が制裁決議をしてもイランにとって大きな影響は無いと主張し、イランに敵対的な行動をする国には、報復措置を取ると安保理常任理事国に警告した。」と表明した。
10. ↑  2007年12月4日 New York Times　U.S. Finds Iran Halted Its Nuclear Arms Effort in 2003. A new assessment by American intelligence agencies released Monday concludes that Iran halted its nuclear weapons program in 2003 and that the program remains frozen, contradicting a judgment two years ago that Tehran was working relentlessly toward building a nuclear bomb.The conclusions of the new assessment are likely to reshape the final year of the Bush administration, which has made halting Iran’s nuclear program a cornerstone of its foreign policy.
11. ↑  US Department of State. “Bureaus Offices Reporting Directly to the Secretary＞Office of the Coordinator for Counterterrorism＞Releases＞State Sponsors of Terrorism”. 2008年7月10日閲覧。
12. ↑  US The Library of Congress. “Thomas＞Bills Resolutions＞Iran and Libya Sanctions Act of 1996”. 2008年7月10日閲覧。
13. ↑  中日新聞　2008年2月17日版　イランのモシャイ副大統領は、「イランの最高指導者のハメネイ師が、アメリカとの関係回復がイランのためになるなら、私はそれを承認する最初の人物となると表明した」とハメネイ師の表明を引用して表明した。
14. ↑  東京新聞　2008年2月15日版　イランのモシャイ副大統領は、「アメリカが中東への見方を変更し、イランの役割を理解し、イランに対する敵視政策を転換するなら、アメリカとの関係回復は可能である。」と表明した。
15. ↑  毎日新聞　2008年2月25日版　イランのサマレハシェミ大統領上級顧問は、「相手国の立場を互いに尊重できるなら、イランはイスラエル以外の全ての国と友好的で平等の関係を形成する。アメリカがイランの立場を尊重するなら関係を修復する用意がある。イラン国民がアメリカとの関係修復を歓迎しない理由はない。」と表明した。
16. ↑  読売新聞　2008年2月29日版　イランのアラグチ駐日大使は、「日本とイランは良好な関係を保ってきた、日本政府はアメリカ政府よりずっと、中東地域の現実や、地域でのイランの役割を熟知しているので、日本はアメリカにイランに対する敵視政策の変更を促す適任者である。アメリカが賢明な政策を取るよう、日本政府が助言することを期待する。」と表明した。
17. ↑  毎日新聞　2008年2月29日版　アフマディーネジャード大統領は、「イラクのタラバニ大統領、マリキ首相と会談し、イラクの治安改善への協力する意向である。」と表明した。
18. ↑  東京新聞　2008年2月29日版　イランのアフマディーネジャード大統領は、「3月2日に、1979年のイラン・イスラム革命後初めてイラクを訪問し、タラバニ大統領、マリキ首相と会談し、イラクの治安改善のための協力について協議する。」と表明した。
19. ↑  在イラン英国大使館に数百人侵入 追加制裁に怒り 朝日新聞 2011年11月30日
20. ↑  イラン：英首相が報復措置を示唆 英国大使館襲撃で 毎日新聞　2011年11月30日
21. ↑  英国から退去のイラン大使館一行、テヘランに到着 AFPBB News 2011年12月03日
22. ↑  “イラン大統領、英首相に「テロの利用は逆の結果をもたらす」”. IRIB. (2014年9月25日) 2014年10月24日閲覧。
23. ↑  “英国とイラン、互いの大使館を再開”. 読売新聞. (2015年8月24日) 2015年8月26日閲覧。
24. ↑  foresight（2010年1月号）
25. ↑  “米、日本にイラン油田からの撤退要請”.   読売新聞社 (2010年9月29日). 2010年10月8日閲覧。
26. ↑  “トルコ外務大臣、「一方的な対イラン制裁は非合法」”.   IRIB (2010年10月3日). 2010年10月8日閲覧。
27. ↑  “米、日本にイラン油田からの撤退要請”.   読売新聞社 (2010年9月29日). 2010年10月8日閲覧。
28. ↑  “BRICs、対イラン独自制裁の行使に反対　”.   IRIB (2010年9月22日). 2010年10月8日閲覧。
29. ↑  アジア＆ワールド協会編著『BRICsとNEXT11のすべて』（2008）70頁。
30. ↑  “中国、イランの核の平和利用の権利を支持 　”.   IRIB (2010年9月29日). 2010年10月8日閲覧。
31. ↑  In a Treasonous Act, Iranian Regime Sells Out Parts of the Country to China!, CNN, published December 19, 2011
32. ↑  “China Must Protect Iran Even With WWIII,” Press TV, December 4, 2011,
33. ↑  “マレーシア、イランとエネルギー協力の意向”.   IRIB (2010年10月5日). 2010年10月8日閲覧。
34. ↑  “イラン、パキスタン洪水の被災者に１億ドル相当を支援”.   IRIB (2010年9月13日). 2010年10月8日閲覧。
35. ↑  “アフガン国境で衝突、死者か イラン警備隊とタリバン兵”.   日本経済新聞 (2022年8月1日). 2025年7月11日閲覧。
36. ↑  “世界最大の難民受け入れ国、実はイラン　大量の難民が生じる悪夢”.   yahooニュース (2025年6月24日). 2025年7月11日閲覧。
37. ↑  “イランとアフガニスタンの緊張が突然高まったのは何故か”.   アラブニュース (2023年4月29日). 2025年7月11日閲覧。
38. ↑  “イラン、対イスラエル紛争後の16日間でアフガン人50万人追放”.   CNN (2025年7月11日). 2025年7月11日閲覧。
39. ↑  “アメリカ、テヘラン－カイロ直行便の開設に不満”.   IRIB (2010年10月8日). 2010年10月8日閲覧。
40. ↑  “ASEM、イラン核問題の外交的解決を強調”.   IRIB (2010年10月6日). 2010年10月8日閲覧。
41. ↑  “ドイツの対イラン輸出増加”.   IRIB (2010年9月26日). 2010年10月8日閲覧。
42. ↑  “イラン・ベラルーシ、経済協力文書に調印 　”.   IRIB (2010年10月7日). 2010年10月8日閲覧。
43. ↑  “シェル社、アメリカの対イラン制裁を無視”.   IRIB (2010年9月28日). 2010年10月8日閲覧。
44. ↑  “ドイツの対イラン輸出増加”.   IRIB (2010年9月26日). 2010年10月8日閲覧。
45. ↑  “イラン「韓国が食べ物と薬奪った…敗者は韓国になるだろう」”.   中央日報 (2021年1月21日). 2021年1月22日閲覧。